# Phasmahyla
Phasmahyla är ett släkte av groddjur. Phasmahyla ingår i familjen lövgrodor.
Kladogram enligt Catalogue of Life:
| Phasmahyla | \| \| Phasmahyla cochranae \| \| \| \| \| \| Phasmahyla exilis \| \| \| \| \| \| Phasmahyla guttata \| \| \| \| \| \| Phasmahyla jandaia \| \| \| \| \| \| Phasmahyla spectabilis \| \| \| \| \| \| Phasmahyla timbo \| \| \| \| |
|            | \| \| Phasmahyla cochranae \| \| \| \| \| \| Phasmahyla exilis \| \| \| \| \| \| Phasmahyla guttata \| \| \| \| \| \| Phasmahyla jandaia \| \| \| \| \| \| Phasmahyla spectabilis \| \| \| \| \| \| Phasmahyla timbo \| \| \| \| |
|            | Phasmahyla cochranae |
|            | |
|            | Phasmahyla exilis |
|            | |
|            | Phasmahyla guttata |
|            | |
|            | Phasmahyla jandaia |
|            | |
|            | Phasmahyla spectabilis |
|            | |
|            | Phasmahyla timbo |
|            | |